# YAML
YAML — зручний для читання людиною формат серіалізації даних, концептуально близький до мов розмітки, але орієнтований на зручність введення-виведення типових структур даних багатьох мов програмування. 
Назва YAML це рекурсивний акронім YAML Ain't Markup Language («YAML — не мова розмітки»). У назві відображена історія розвитку: на ранніх етапах мова називалася Yet Another Markup Language («Ще одна мова розмітки») і навіть розглядалася як конкурент XML, але пізніше була перейменована з метою акцентувати увагу на даних, а не на розбивці документів.

## Особливості
YAML створений Кларком Евансом (Clark Evans), для реалізації таких вимог: 
- YAML короткий і зрозумілий;
- YAML дуже виразний і розширний;
- YAML допускає простий потоковий інтерфейс;
- YAML використовує структури даних, характерні для мов програмування;
- YAML легко реалізується (можливо, занадто легко);
- YAML використовує цілісну модель даних. Немає винятків — немає безладу.

Синтаксис YAML мінімальний, особливо в порівнянні з XML синтаксисом. У специфікації вказують, що великий вплив справив стандарт RFC 822.

## Використання
YAML в основному використовується як формат для файлів конфігурації. Застосовується для установки вебкаркасів Ruby on Rails і Symfony.

## Приклад
У певному проекті потрібно зберігати конфігурацію, що описує відображення текстових команд на функції, за допомогою регулярних виразів. Можна подати цю структуру у вигляді простого тексту, подібного до конфігураційного файлу давньої UNIX-програми: 
```
  PRIVMSG newUri ^
http://.*
 
  PRIVMSG deleteUri ^delete.* 
  PRIVMSG randomUri ^random.* 
```

Тоді витрати на розбивку мінімальні, але все стає дуже негнучким — значення не можуть містити пробіли, не можуть бути багаторядковими тощо. Підходить тільки в простих випадках. 
У XML витрати на розбивку значніші:
```
<bindings>

  
<binding>

    
<ircEvent>
PRIVMSG
</ircEvent>

    
<method>
newUri
</method>

    
<regex>
^http://.*
</regex>

  
</binding>

  
<binding>

    
<ircEvent>
PRIVMSG
</ircEvent>

    
<method>
deleteUri
</method>

    
<regex>
^delete.*
</regex>

  
</binding>

  
<binding>

    
<ircEvent>
PRIVMSG
</ircEvent>

    
<method>
randomUri
</method>

    
<regex>
^random.*
</regex>

  
</binding>

</bindings>

```

Звичайно, можна зробити «дешевше» відображення з використанням атрибутів (і втратою гнучкості): 
```
<event
 
name =
 
"PRIVMSG"
>
 

 
<method
 
name =
 
"newUri"
 
regex =
 
"^http://.*"
 
/>
 

 
<method
 
name =
 
"deleteUri"
 
regex =
 
"^delete.*"
 
/>
 

 
<method
 
name =
 
"newUri"
 
regex =
 
"^random.*"
 
/>
  

</event>

```

Тепер те ж саме на YAML: 
```
event
:
 
PRIVMSG
 

methods
:
 

  
-
 
Name
:
 
newUri
 

    
regexp
:
 
'^http://.*'
 

  
-
 
Name
:
 
deleteUri
 

    
regexp
:
 
'^delete.*'
 

  
-
 
Name
:
 
randomUri
 

    
regexp
:
 
'^random.*'

```

Говорячи про відмінності YAML від XML, відзначимо також, що вкладені XML елементи можуть використовуватися для відображення довільних структур, а YAML ближчий до відображення типових моделей даних з Perl, Python, Java, що дозволяє описувати вільні поєднання послідовностей, зіставлень і скалярних типів — це ближче до реальних структур даних мов програмування, і не вимагає різних угод про DOM-відображення структур даних на документи і назад, як потрібно в XML.

## Синтаксичні елементи

### Послідовності
```
---
 
# Список фільмів: послідовність у блочному форматі 

-
 
Casablanca
 

-
 
Spellbound
 

-
 
Notorious
 

---
 
# Список покупок: послідовність у Однорядковому форматі 

[
milk
,
 
bread
,
 
eggs
,
 
juice
]

```

### Зіставлення імені та значення
```
---
 
# Блочний формат 

name
:
 
John Smith
 

age
:
 
33
 

---
 
# Однорядковий формат 

{
name
:
 
John Smith
,
 age
:
 
33
}

```

### Блочні літерали

#### Переведення рядків зберігаються
```
---
 
|
 

  
There was a young fellow of Warwick 

  
Who had reason for feeling euphoric 

      
For he could, by election 

      
Have triune erection 

  
Ionic, Corinthian, and Doric

```

#### Переведення рядків зникають
```
---
 
>

  
Wrapped text 

  
will be folded 

  
into a single 

  
paragraph 

  

  
Blank lines denote 

  
paragraph breaks

```

### Послідовності із зіставлень
```
-
 
{
Name
:
 
John Smith
,
 age
:
 
33
}
 

-
 
Name
:
 
Mary Smith
 

  
age
:
 
27

```

### Зіставлення з послідовностей
```
men
:
 
[
John Smith
,
 
Bill Jones
]
 

women
:
 

  
-
 
Mary Smith
 

  
-
 
Susan Williams

```

## Реалізації
Підтримка YAML існує в мовах програмування: 
- JavaScript (здійснюється виведення YAML, але не розбір введення)
- Objective-C
- .NET Framework (сайт проекту [Архівовано 24 березня 2009 у Wayback Machine.])
- Perl
- PHP
- Python
- Ruby (YAML включений у стандартну бібліотеку починаючи з версії 1.8.)
- Java
- Haskell
- XML (поки що тільки чорновий варіант)